# Оружейня

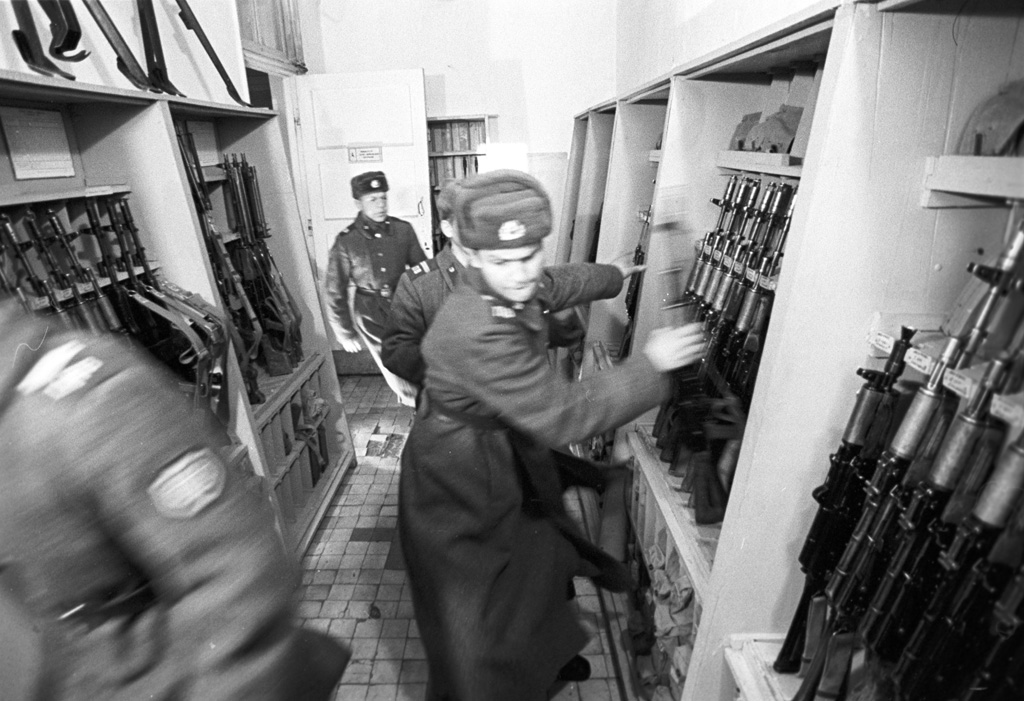
«Застава, в ружьё!», «Хоргос», КазССР.
1 января 1984 года, фото Юрия Куйдина

Оружейня, Оруже́йная или (Оружейная комната, оружейная кладовая) — помещение (комната, кладовая) место сбора для хранения (сбережения) оружия и боевых припасов формирования.
Не стоит путать со словосочетанием Оружейная палата, которая объединяла собою мастерские, производившие для Русских Царя (Государева Мастерская Палата) и Царицы (Царицына Мастерская Палата) оружие, одежды, украшения, сосуды и прочие вещи. В Оружейной палате были мастера алмазных дел, резных дел из кости, сканщики, портные, кружевники, посошники, чеботники, картузники, белильники и тому подобное.

## История
В средневековых за́мках могла находиться в башне или рядом с ним, в ней хранилось всё оружие и амуниция защитников замка (крепости), а также порох и заряды для артиллерийского гарнизона. Могла использоваться как элемент фортификации.
В современном значении — Комната для хранения оружия, предназначена для хранения стрелкового оружия и боеприпасов формирований ВС России, В.в. МВД и других силовых ведомств России, а также других стран.

### Комната для хранения оружия
В ВС России для размещения каждой роты (батареи, эскадрона) должны быть предусмотрены многие помещения, в том числе и Комната для хранения оружия, где хранится оружие данного вида или типа формирования. Стрелковое оружие и боевые припасы, в том числе учебные, в формированиях хранятся в отдельной комнате с металлическими решётками на окнах, находящейся под постоянной охраной лиц суточного наряда. Дверь комнаты должна быть оборудована электрозвуковой сигнализацией с выводом к дежурному по полку (отдельному батальону (отдельному дивизиону), бригаде), иметь смотровое окно и открываться внутрь помещения (сдвигаться в сторону). Допускается установка металлической решетчатой двери или раздвижной стены.
Пулемёты, автоматы, карабины, винтовки и ручные гранатомёты, а также штыки-ножи (штыки) должны храниться в пирамидах, а пистолеты и боевые припасы — в металлических, закрывающихся на замок шкафах или ящиках. В пирамидах хранятся также пехотные лопаты и противогазы.
Учебное оружие и учебные боевые припасы должны храниться отдельно от боевых. При отсутствии отдельной пирамиды разрешается хранить учебное оружие вместе с боевым, при этом место его хранения обозначается надписью: «Учебное оружие». Учебные пистолеты хранятся вместе с боевыми пистолетами солдат и сержантов формирования. Спортивное оружие хранится вместе с боевым. Место его хранения обозначается надписью: «Спортивное оружие». Выдача учебного и спортивного оружия и учебных патронов производится так же, как и выдача боевого оружия и боевых припасов.